# アッラーメ・タバータバーイー大学
アッラーメ・タバータバーイー大学（ペルシア語: دانشگاه علامه طباطبائی）はイラン・テヘランに所在する大学。大学名はアッラーメ・タバータバーイーを記念してのものである。主に人文学と経済学の研究が活発で、現在7つのカレッジを擁する。

## 歴史
アッラーメ・タバータバーイー大学の前身となるのは1956年、アメリカ合衆国の諸機関の学術支援によって設立された商業高等教育学校（ペルシア語: مدرسه عالي بازرگاني）である。1984年、文学＝人文学大学複合体と商学＝経営学大学複合体、その他多くの高等教育機関を統合し、現在の大学の形となった。これらの複合体および現在大学を構成する諸機関は以下の通りである。
- 文学＝人文学大学複合体
  - 社会福祉大学（1958年）
  - 社会コミュニケーション大学（1966年）
  - パールス大学（1967年）
  - ダマーヴァンド大学（1969年）
  - 翻訳大学（1969年）
  - イラン文化研究センター（1970年）
  - 政治社会科学大学（1971年）
  - 教員養成大学（1973年）
  - シェミーラーン大学（1973年）
- 商学＝経営学大学複合体
  - テヘラン商科大学（1958年）
  - 銀行大学（1964年）
  - テヘラン保険大学（1970年）
  - イーラーン・ザミーン大学（1969年）
  - 産業経営大学（1970年）
  - 観光情報大学（1972年）
  - 公共管理センター（1972年）
  - イラン経営学センター（1971年）
  - 航空郵便養成センター（1974年）
  - イラン国営石油会社会計財務上級学校（1957年）
  - 経営商業サービス国際大学（1976年）

### トリビア
英国のポピュラーなエクスペリメンタル・ロックバンド「ケンブリッジ・ファッツ」のギタリストであるダーナー・アクバリーナッサブ はアッラーメ・タバータバーイー大学で1年間、司書業務と情報科学を学んだ。イーラジ・サバーらと並んで同大学の誇りとする人物であるが、学校や大学で西洋音楽と西洋文化を阻むイランの親イスラーム政府のために、これまで公表されたことはない。